# Веринар
Веринар (умер 30 октября 982) — бенедиктинец, кардинал X века, племянник святого Ульриха Аугсбургского, аббат Фульды c 968 года до самой смерти. 
Во время его аббатства, монастырь получил многочисленные привилегии и пожертвования от папы Иоанна XIII, императоров Оттона I и его сына Оттона II. Последнего Веринар сопровождал в его итальянском походе в 981 году, едва не погибнув в битве при Кротоне. Принял сан кардинала-пресвитера либо кардинала-дьякона в 982 года. В том же году умер во время похода против греков и Сицилийского эмирата, похоронен в Borgo San Donnino.